# 名古屋市立見付小学校
名古屋市立見付小学校（なごやしりつ みつけしょうがっこう）は、愛知県名古屋市千種区見附町の公立小学校。

## 歴史

### 沿革
- 1982年（昭和57年）4月 - 名古屋市立見付小学校として創立[1]。
- 1992年（平成4年）10月 - 見付学校公園が完成する[1]。
- 2001年（平成13年）5月 - トワイライトスクール開設[1]。
- 2014年（平成26年） - 特別支援学級（知的）開設[1]。
- 2018年（平成30年） - 特別支援学級（自閉・情緒）開設[1]。

### 児童数の変遷
『愛知県小中学校誌』（2018年）によると、児童数の変遷は以下の通りである。
| 1982年（昭和57年） | 637人 |  |
| 1987年（昭和62年） | 466人 |  |
| 1997年（平成9年）  | 379人 |  |
| 2007年（平成19年） | 363人 |  |
| 2017年（平成29年） | 423人 |  |

## 通学区域
所管する名古屋市教育委員会は、2019年（令和元年）9月1日現在、千種区池園町・稲舟通1丁目・鏡池通3丁目・鏡池通4丁目・幸川町・松竹町・末盛通4丁目・園山町2丁目・園山町3丁目・仁座町・萩岡町・東山元町・不老町・見附町・四谷通3丁目の各全域および、朝岡町3丁目・稲舟通2丁目・唐山町1丁目・唐山町2丁目・末盛通5丁目・園山町1丁目・東山通1丁目・四谷通1丁目・四谷通2丁目の各一部を通学区域として指定している。
また、卒業後の進学先は名古屋市立城山中学校となっている。

## 主な出身者
- 安藤美姫 - 2000年卒、元フィギュアスケート選手。